# The Girl Spy Before Vicksburg
The Girl Spy Before Vicksburg er en amerikansk stumfilm fra 1910 af Sidney Olcott.

## Medvirkende
- Gene Gauntier som Nan
- Robert Vignola
- JP McGowan
- Jack J. Clark